# Parque Ipanema
O Parque Ipanema é um parque urbano localizado no município brasileiro de Ipatinga, no interior do estado de Minas Gerais. Situa-se entre os bairros Iguaçu, Jardim Panorama, Veneza, Centro e Novo Cruzeiro e sua área é estimada em 1,1 km², dentro dos quais estavam plantadas cerca de 12 mil árvores, sendo considerado assim uma das maiores áreas verdes do país localizadas dentro de um perímetro urbano.
Foi projetado com o objetivo inicial de preservar a margem do ribeirão Ipanema, sendo um dos últimos projetos do paisagista Roberto Burle Marx, que foi contratado em 1985. Encontra-se aberto ao público desde 1992, mas a liberação de seus espaços ocorreu gradualmente no decorrer dos anos seguintes, à medida que as áreas utilizadas para sua expansão foram devidamente desapropriadas. Sua administração é de responsabilidade da prefeitura de Ipatinga, tendo sido tombado como patrimônio cultural municipal em 2000.
O interior do parque abriga um playground para as crianças, o Parque da Ciência, quadras poliesportivas, campos de futebol, pistas de caminhada, ciclovias e anfiteatro. Seu complexo, no entanto, abrange equipamentos remanescentes como o Estádio Municipal João Lamego Netto (Ipatingão), o Viveiro Municipal, o Kartódromo Emerson Fittipaldi (Kart Clube Ipatinga), o Centro Esportivo e Cultural Sete de Outubro e a Estrada de Ferro Caminho das Águas.

## História

### Idealização e construção

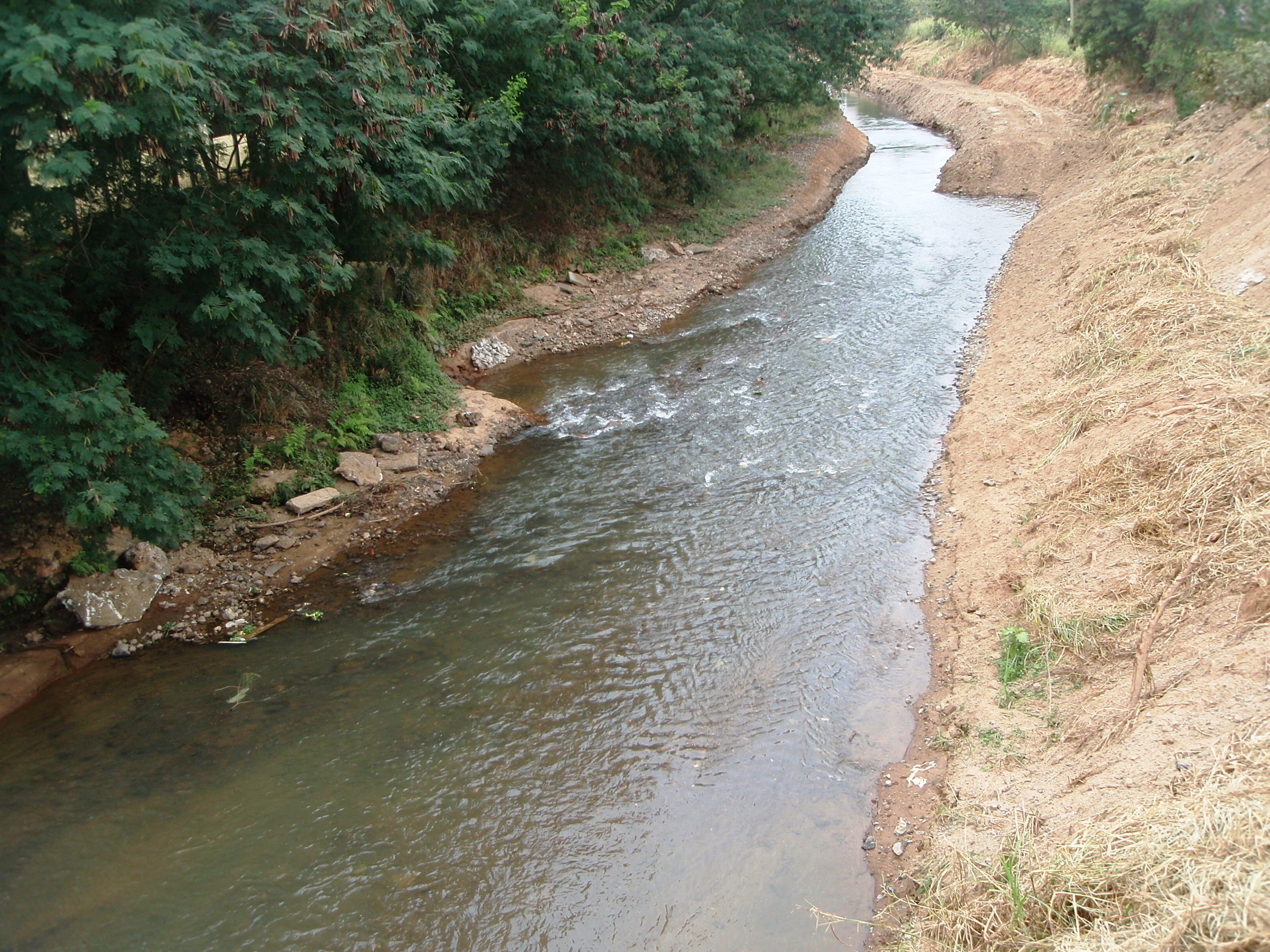
Ribeirão Ipanema entre o Parque Ipanema e o bairro Jardim Panorama

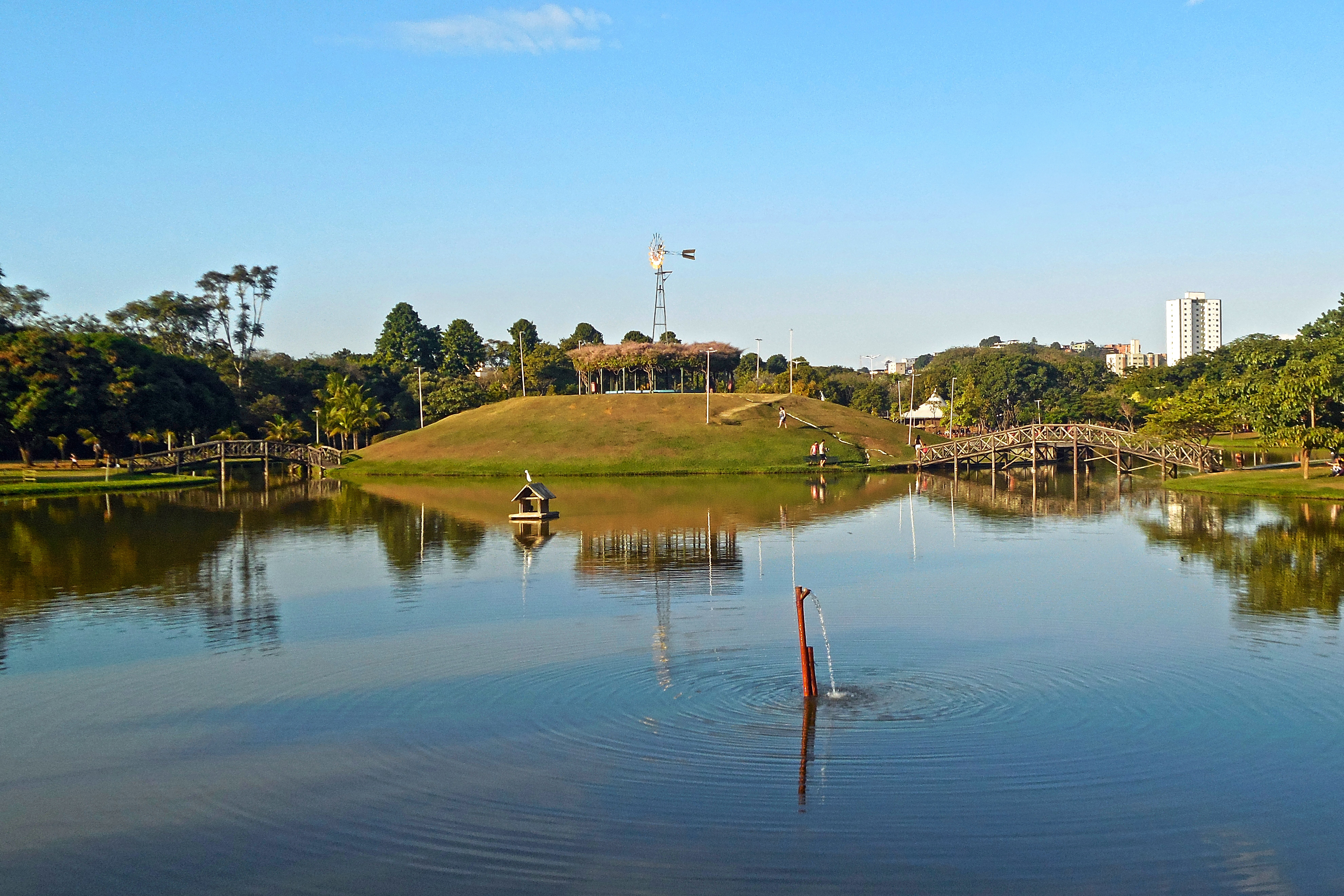
Lago do Parque Ipanema com a ilha e o cata-vento

O planejamento do atual Parque Ipanema teve início dentro do contexto do Projeto CURA (Comunidade Urbana para Recuperação Acelerada) em 1978. Tratava-se de um programa de âmbito federal, mas implantado pela administração do município. A prefeitura tinha interesse de aproveitar grandes espaços vazios com a intenção de integrar os bairros da cidade que surgiram sem relação com a vila operária da Usiminas. Por parte da população, havia uma demanda para a construção de áreas de lazer na cidade.
A equipe de trabalho que idealizou o parque era composta pelo filósofo José de Anchieta, o ecólogo Célio Murilo de Carvalho Vale e três arquitetos (Cícero Christófaro, Lélio Nogueira do Carmo e Lourival Caporale Penna), sob liderança do arquiteto Alípio Pires Castelo. Após estudos e pesquisas com a população, propuseram que essa área na margem do ribeirão Ipanema fosse utilizada para prática de esportes e atividades culturais e educativas, além de criar uma proteção para o curso d'água. A princípio seria chamado de "Vale Verde".
A área selecionada ainda não havia sido ocupada e era de propriedade da Usiminas, estando localizada em meio aos bairros Iguaçu, Jardim Panorama, Veneza, Centro e Novo Cruzeiro, o que facilitaria o acesso a boa parte da população. As obras foram iniciadas em 1980, com a realização da terraplenagem, drenagem, tratamento das margens do ribeirão Ipanema, plantio de grama, arborização e locação das vias internas e da atual Avenida Roberto Burle Marx, que dá acesso ao parque.
Após a paralisação das obras por alguns anos, Roberto Burle Marx foi contratado para a idealização do projeto paisagístico em 1985. Esse acabou sendo um dos últimos trabalhos do paisagista, que morreu em 1994. Parte da arborização plantada originalmente foi depredada durante o tempo em que a construção foi abandonada, o que obrigou a realização de um replantio. O parque foi reaberto definitivamente em 1992, porém a liberação de seus espaços ocorreu aos poucos no decorrer dos anos devido a problemas com a desapropriação de áreas ao redor, onde deveriam ser implantadas continuações do parque, algumas das quais só vieram a se consolidar na década de 2000.

### Consolidação

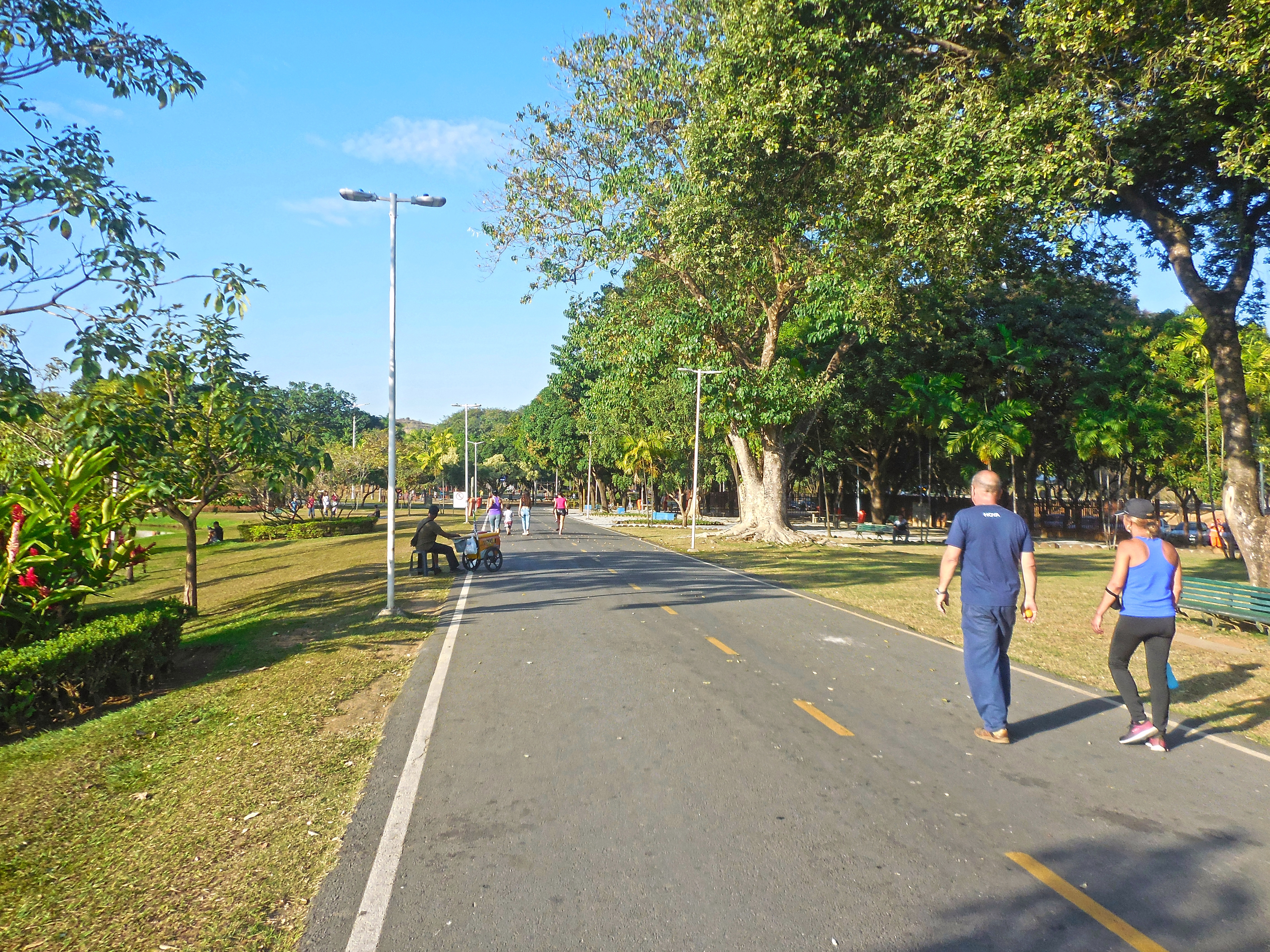
Pista de caminhada no interior do parque

Integrados ao parque, na mesma região, foram construídos o Viveiro Municipal, concluído em 1981; o Kartódromo Emerson Fittipaldi, inaugurado em 20 de outubro de 1982; o Estádio Municipal João Lamego Netto (antigo Estádio Municipal Epaminondas Mendes Brito), o Ipatingão, inaugurado em 23 de novembro de 1982; e o Centro Esportivo e Cultural Sete de Outubro, inaugurado em 1991. Seguindo o curso do ribeirão Ipanema foi construída a Estrada de Ferro Caminho das Águas, inaugurada em 12 de junho de 1999. Até 2001, foram oferecidos passeios de trem regularmente pela ferrovia em miniatura. O Parque da Ciência, por sua vez, veio a ser inaugurado em 29 de julho de 2000.
Em novembro de 2018, foram removidas as instalações de comerciantes informais situadas ao longo da Avenida Roberto Burle Marx, no entorno do Parque Ipanema. As barraquinhas de comida e artesanato se faziam presentes desde a abertura do parque, porém a remoção foi expedida pela administração municipal sob a alegação de que comprometiam a paisagem e o meio ambiente. Além disso, o parque é tombado como patrimônio cultural, o que exige a preservação ambiental, e as instalações foram consideradas ilegais. Por outro lado, o despejo ocorreu sem que os comerciantes, em um total de 49 barraquinhas, recebessem alguma compensação imediata. Em 26 de outubro de 2019, foram inaugurados seis quiosques de alimentação no interior da área verde, cada um com 386 m², distribuídos em três módulos.

## Estrutura e atrativos

### Área do parque

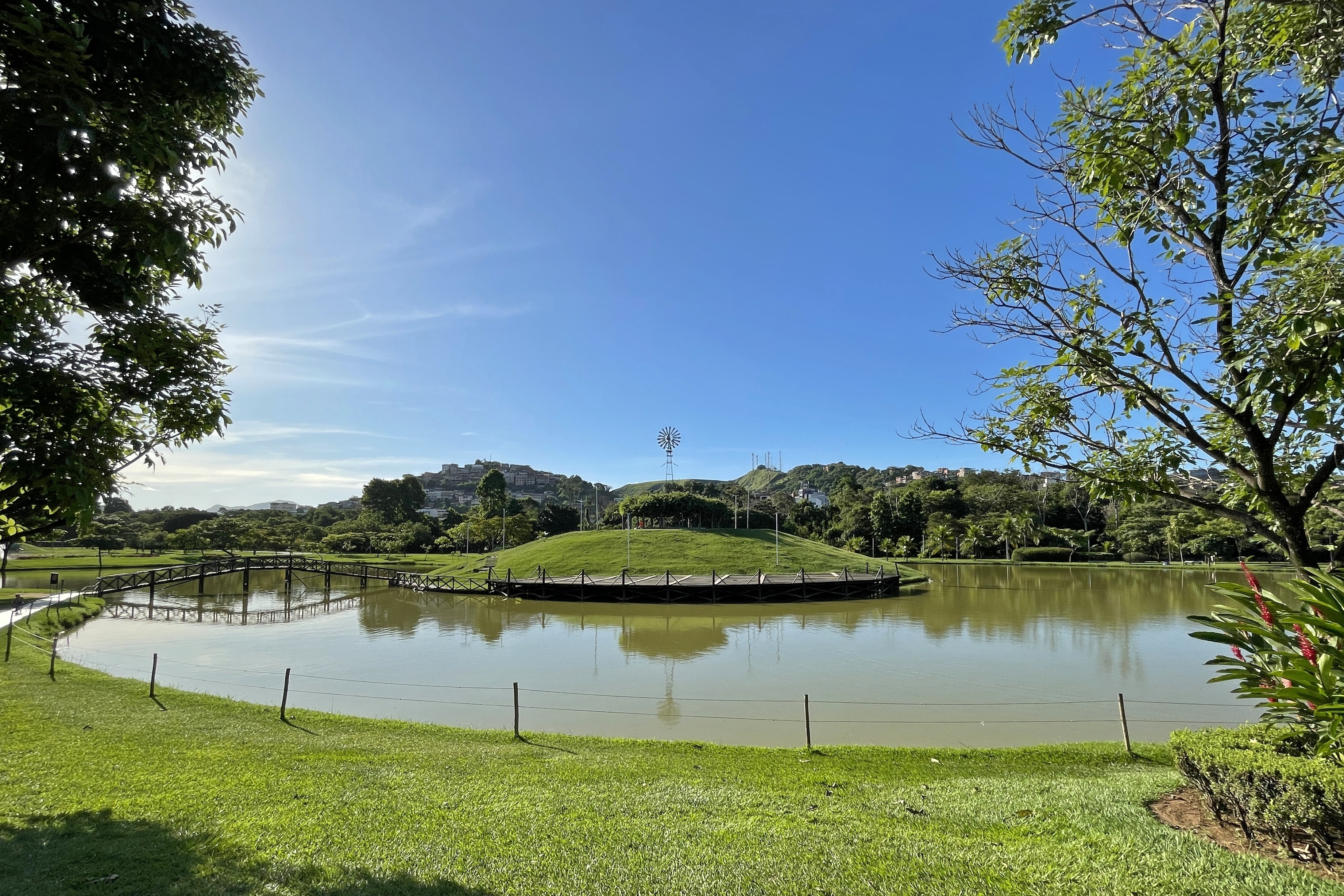
Lago do Parque Ipanema com destaque para a ilha e sua plataforma de madeira

O Parque Ipanema é um parque municipal, administrado pela prefeitura de Ipatinga. Segundo informações de 2013, havia cerca de 12 mil árvores plantadas em sua área total de 1 milhão de m², que contribuem para que o parque seja apontado como a maior área verde urbana de Minas Gerais e uma das maiores do país. No mesmo ano eram contabilizadas aproximadamente 60 espécies de árvores e plantas, com destaque aos ipês, palmeiras e árvores frutíferas.
Em meio aos espaços dos jardins e aos caminhos demarcados, encontra-se um lago artificial de 9 347 m² paralelo ao curso do ribeirão Ipanema, com uma pequena ilha elevada em seu centro onde se ergue um cata-vento, cujo acesso é possível por meio de duas passarelas de madeira. Em um trecho da margem dessa ilha se encontra uma plataforma de madeira, utilizada para apresentações culturais. Ao redor do lago se encontram os quiosques de alimentação, inaugurados em 2019. No mesmo ano, como parte das comemorações do aniversário de 55 anos da cidade, em 29 de abril, foi inaugurado o letreiro "Eu Amo Ipatinga". A estrutura é feita em aço, com 5,5 metros de largura por três metros de altura, e foi dada de presente pela Fundação São Francisco Xavier (FSFX) e Usiminas. 
As pistas de caminhada e a ciclovia que intercedem o parque permitem o acesso direto a bairros próximos, como Canaã e Iguaçu. Além do lago, encontram-se no interior do parque campos de futebol, quadras, anfiteatro (teatro de arena) e o playground destinado às crianças. Próximo à área de lazer está localizado o Parque da Ciência, onde são apresentados fenômenos físicos, biológicos, químicos ou astronômicos que podem ser observados ou interagidos pelo visitante. No mesmo espaço do Parque da Ciência e do parquinho também estão o "cantinho do cochicho", o "caminho das estrelas", a "nuvem d'água" e o relógio de sol.

### Equipamentos integrados

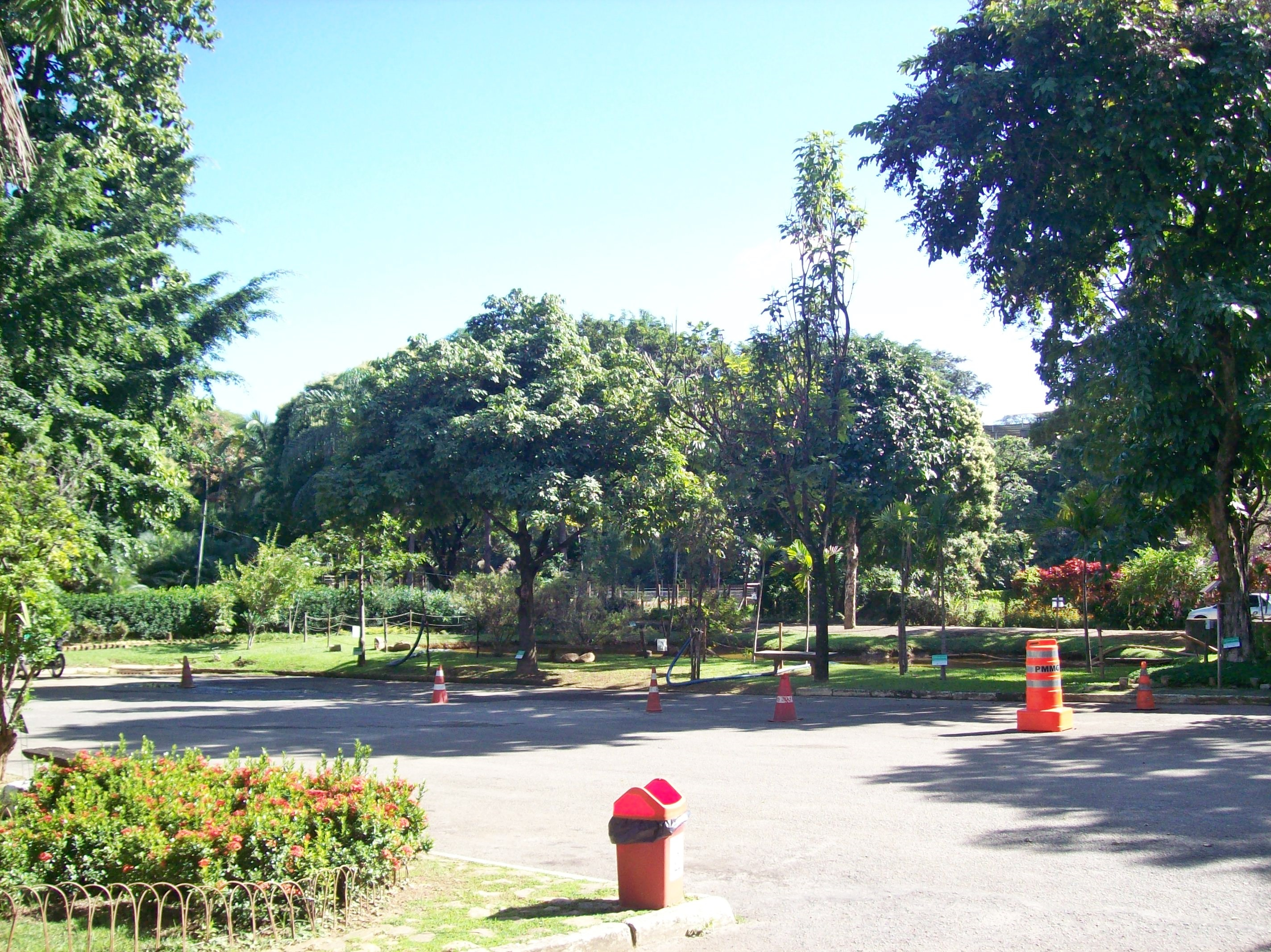
Interior do Viveiro Municipal de Ipatinga

O Kartódromo Emerson Fittipaldi, com sua pista de 1 200 metros de extensão, ocasionalmente sedia etapas estaduais ou nacionais de competições de kart. Em 1985, durante uma etapa do Campeonato Brasileiro de Kart, obteve um público de 40 mil pessoas em suas arquibancadas e no gramado. Em 2004, passou por reformas para se adequar aos quesitos da Confederação Brasileira de Automobilismo (CBA), Federação Internacional do Automóvel (FIA) e Federação Mineira de Automobilismo (FMA), quando recebeu o título de "kartódromo internacional". O Kart Clube de Ipatinga, existente no local, é mantido por voluntários.
A Estrada de Ferro Caminho das Águas conta com uma maria fumaça que puxava dois vagões de passageiros entre o parque e a Estação Pouso de Água Limpa, em um passeio turístico de 2,6 quilômetros na margem direita do ribeirão Ipanema. Essa locomotiva a vapor foi originada na Alemanha em 1937 e é movida com combustível de lenha e bagaço de cana-de-açúcar. A linha está desativada, mas havia previsão de que voltasse a funcionar segundo informações de junho de 2021.
Dentre os demais equipamentos que se encontram integrados ao complexo do Parque Ipanema estão o Centro Esportivo e Cultural Sete de Outubro, que conta com quadras poliesportivas e campos de futebol; o Viveiro Municipal, onde são cultivadas as mudas frutíferas, ornamentais, arbóreas e medicinais utilizadas nos logradouros ou que podem ser adquiridas pela população; além do Estádio Municipal João Lamego Netto, que é o principal estádio da cidade e do Vale do Aço e tem capacidade para até 23 mil pessoas.

## Cultura e adversidades

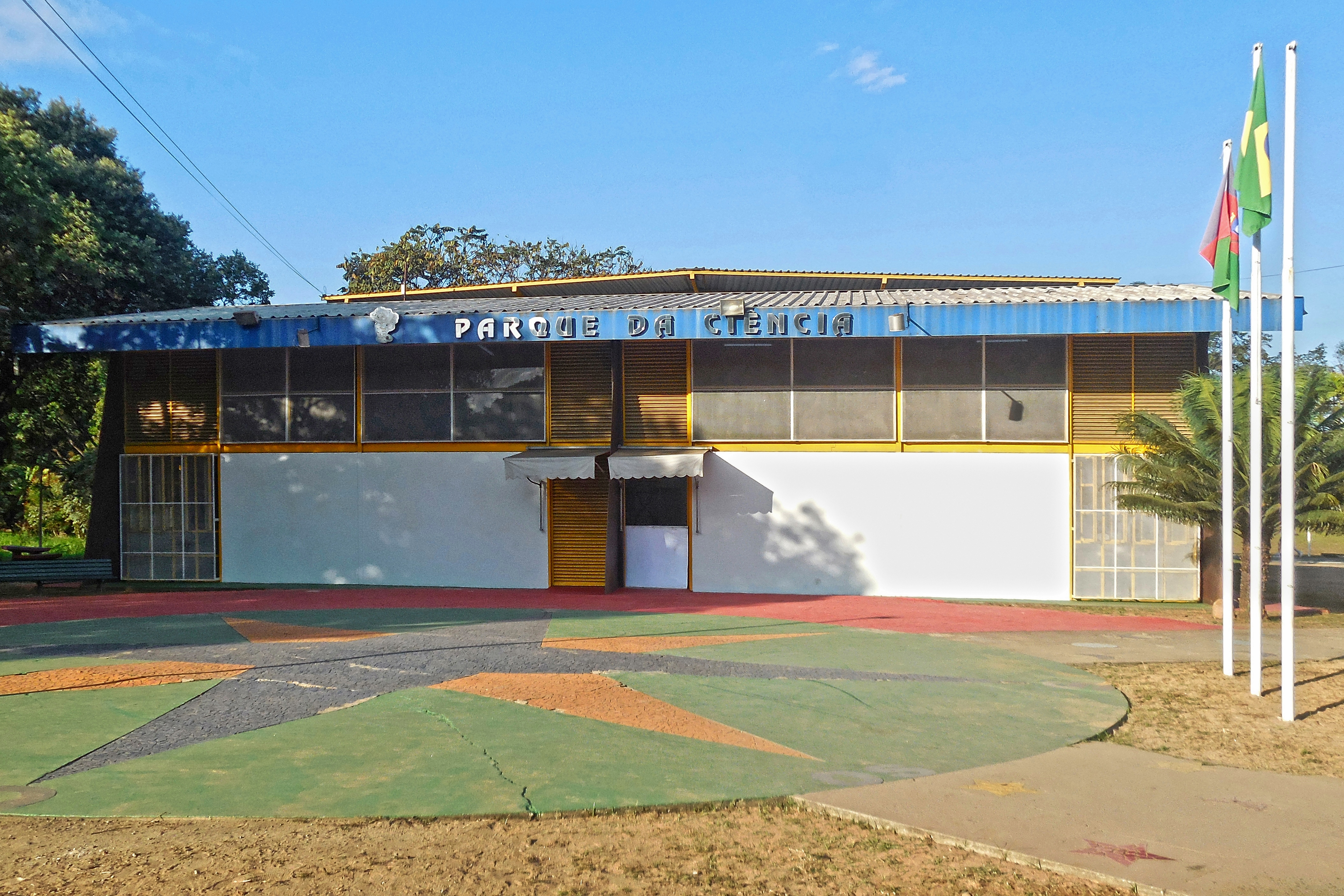
Fachada do Parque da Ciência

O parque ocasionalmente é palco de eventos que demandam uma expectativa de público maior, que já atingiu a marca de 85 mil pessoas em um show de Rick & Renner em 2009. Destacam-se algumas edições do réveillon; a encenação da Paixão de Cristo, na Semana Santa; as festividades do aniversário da cidade, que é comemorado em 29 de abril; além de espetáculos musicais e culturais diversos. Em datas específicas o lago do Parque Ipanema é liberado para pescarias coletivas.
No período que antecede o Natal há ornamentação especial e é aberta a casinha do Papai Noel, onde é exposto um presépio, além da organização de cantatas natalinas em alguns anos. O Parque da Ciência ocasionalmente é aberto para a realização de mostras de ciências e astronomia e recebe visitas organizadas por escolas da região, no entanto suas atividades são desativadas temporariamente em algumas ocasiões. Em 2002, recebeu o III Prêmio de Divulgação Científica "Francisco de Assis Magalhães Gomes", por sua relevância em âmbito estadual, e foi inscrito na Associação Brasileira de Centro e Museus de Ciências (ABCMC).
A Estação Pouso de Água Limpa foi tombada como patrimônio cultural municipal pela Lei nº 1.727, de 4 de novembro de 1999, e o Parque Ipanema por completo teve seu tombamento decretado pela Lei nº 1.763, de 24 de março de 2000. Apesar das manutenções realizadas pela prefeitura, pichações, lixeiras danificadas e mesmo incendiadas e postes quebrados são alguns dos problemas que ocasionalmente podem ser encontrados no Parque Ipanema. O tráfico de drogas e os assaltos contra os frequentadores também se tornaram frequentes, inclusive com registro de assassinatos. O tráfego de bicicletas no interior do parque é apontado como um problema por alguns usuários, visto que atrapalha a circulação de pessoas em caminhada e já foi o responsável por provocar atropelamentos.

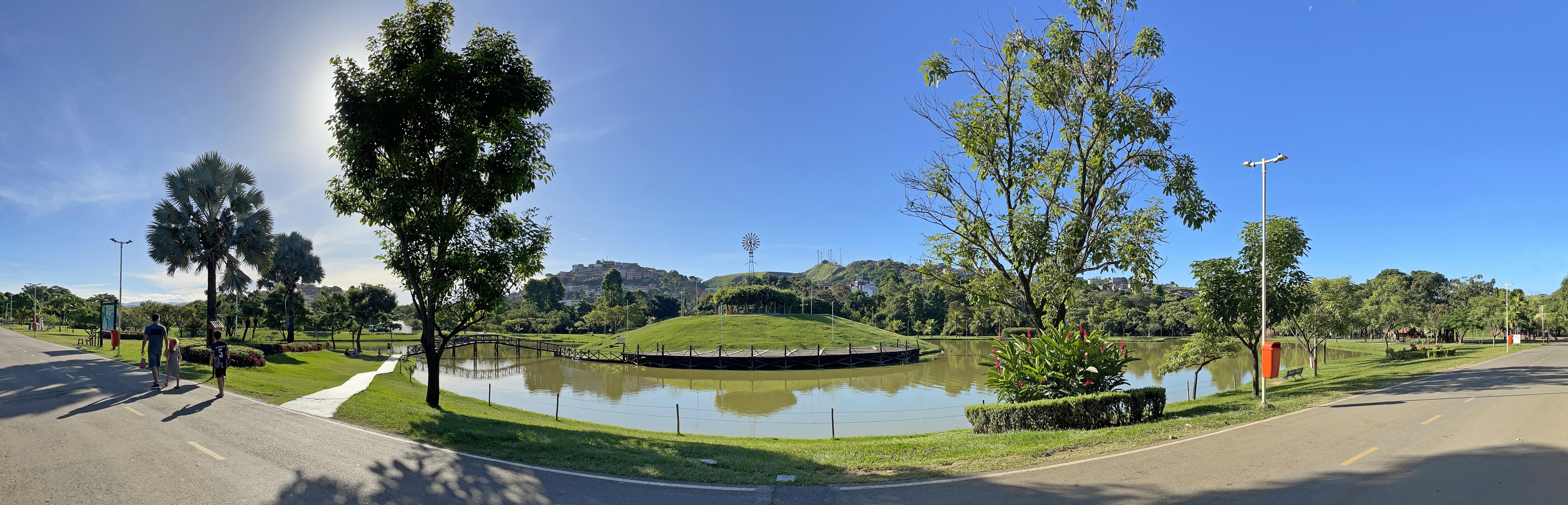
Uma vista panorâmica ao redor do lago do Parque Ipanema